# Xã Port Sheldon, Michigan
Xã Port Sheldon (tiếng Anh: Port Sheldon Township) là một xã thuộc quận Ottawa, tiểu bang Michigan, Hoa Kỳ. Năm 2010, dân số của xã này là 4.240 người.